# Stretto di Qiongzhou

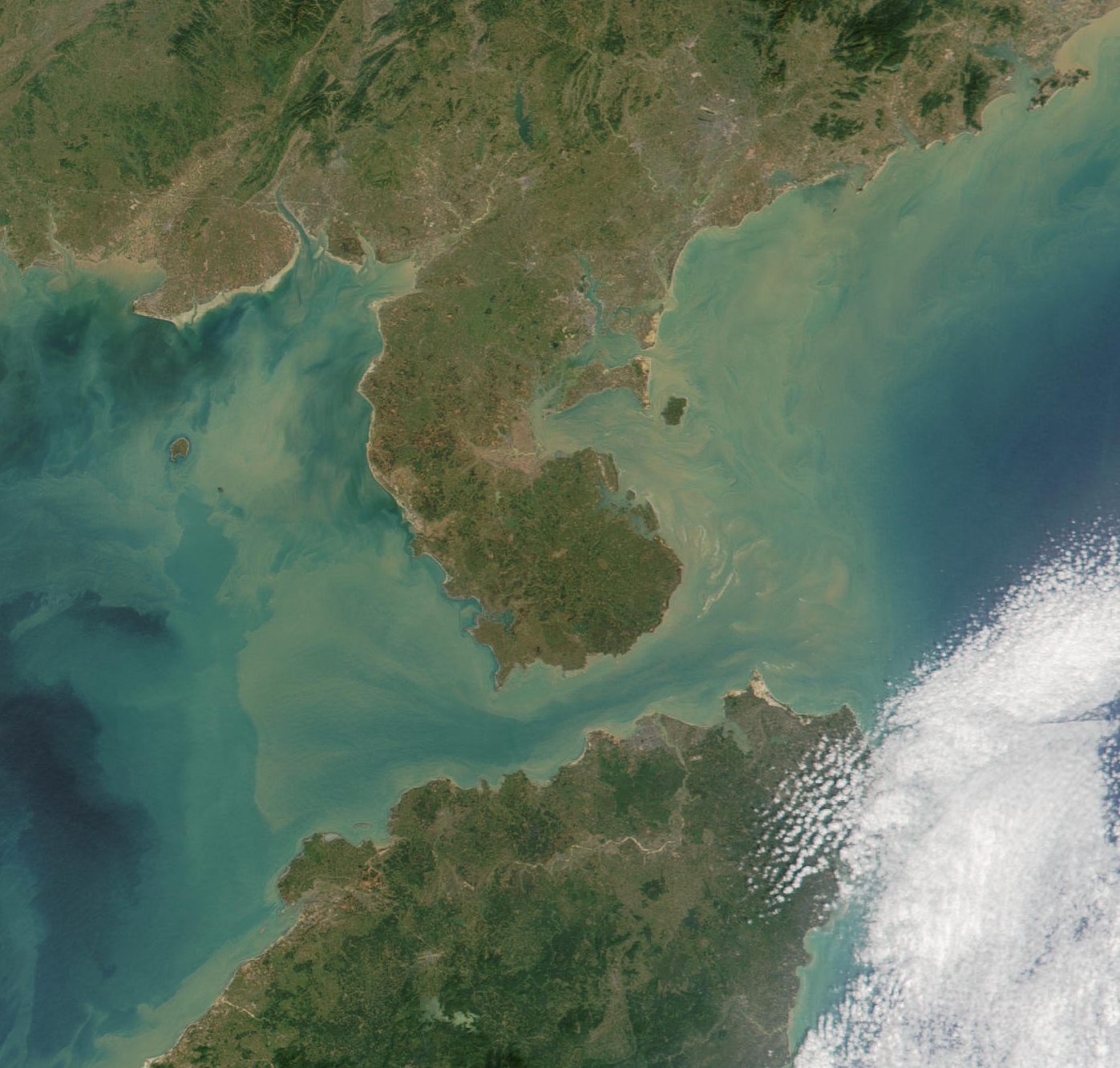
Lo stretto di Qiongzhou visto dal satellite.

Lo stretto di Qiongzhou (cinese: s=琼州海峡|t=瓊州海峽|p=Qióngzhōu Hǎixiá; Lingua Hainanese: Khāng-tsiú Hái-kiap), detto anche stretto di Hainan, è una via d'acqua che separa la penisola di Leizhou, nella provincia cinese di Guangdong, a nord, dall'isola di Hainan a sud.
Lo stretto mette in comunicazione il Golfo del Tonchino a ovest, con il Mar Cinese Meridionale a est.

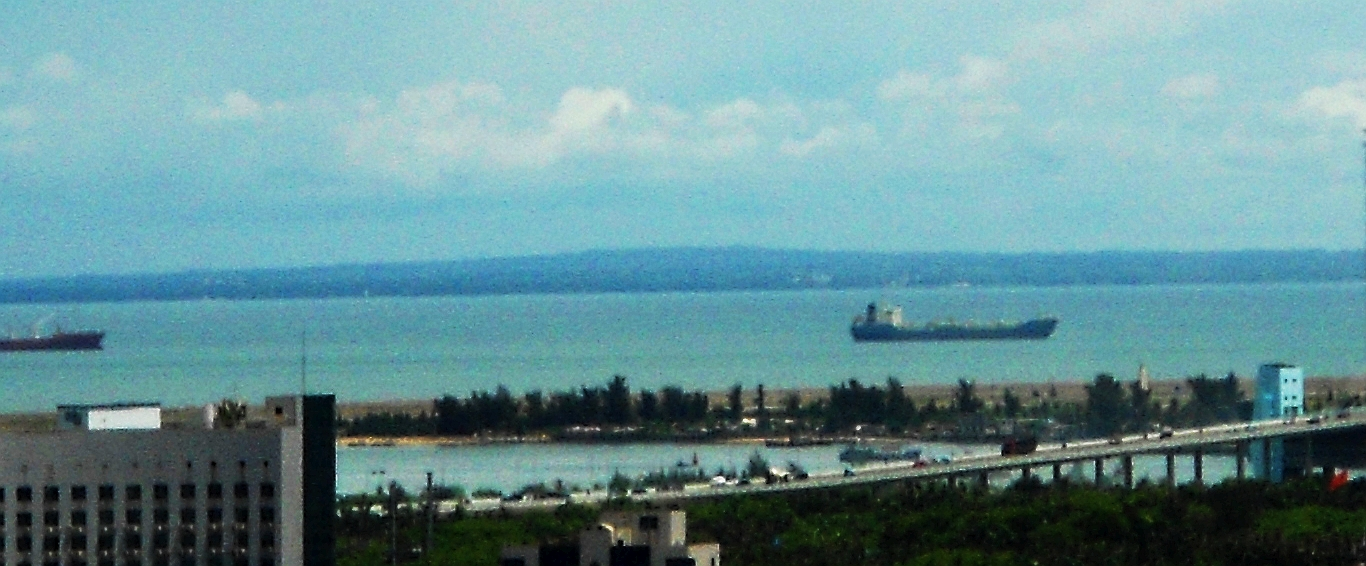
Lo stretto di Qiongzhou con la penisola di Leizhou sullo sfondo, visto dalla città di Haikou, nell'isola di Hainan, nella Cina meridionale.

Lo stretto, centrato alle coordinate 20°09′N 110°16′E, ha una larghezza media di circa 30 km e una profondità massima di 120 m.
Il traghetto Guangdong–Hainan, che fa parte della ferrovia Guangdong–Hainan, permette il trasporto di vagoni ferroviari e automobili attraverso lo stretto.
È in progetto la costruzione di un ponte dal costo stimato in 140 miliardi di RMB (circa $21 miliardi di USD) attraverso lo stretto. Il progetto prevede una lunghezza di 26,3  km e la costruzione su due livelli, uno riservato alle auto e uno alla linea ferroviaria.
In caso di tifoni di forte intensità la circolazione navale nello stretto viene sospesa.
Lo stretto fu attraversato dall'Esercito Popolare di Liberazione nel maggio del 1950 quando l'isola di Hainan fu l'ultima regione della Cina conquistata dalle forze comuniste nella guerra civile.